# Rivière du Moulin
Der Rivière du Moulin (französisch für „Mühl-Fluss“) ist ein rechter Nebenfluss des Rivière Saguenay in der kanadischen Provinz Québec.

## Flusslauf
Der Rivière du Moulin entspringt im Réserve faunique des Laurentides etwa 50 km südlich von Saguenay. Von dort fließt er in überwiegend nördlicher Richtung. Er mündet schließlich in Rivière-du-Moulin, einem östlichen Vorort von Chicoutimi, in den Rivière Saguenay. Der Fluss hat eine Länge von 88 km. Sein schmales langgestrecktes Einzugsgebiet, welches im Osten an das des Rivière à Mars und im Westen an das des Rivière Chicoutimi grenzt, umfasst 373 km².
Am Flusslauf befinden sich zahlreiche Stromschnellen und Wasserfälle. Der Fluss verdankt seinen Namen einer Sägemühle, die sich früher am Fluss befand.